# Tentativa de golpe de Estado no Laos em 1966
O golpe de Estado no Laos de 1966 foi provocado por disputas políticas internas sobre o controle da Força Aérea Real do Laos e o uso de seus transportes para contrabando. O general Thao Ma, que desejava reservar os transportes para uso estritamente militar, foi forçado ao exílio em 22 de outubro de 1966 por outros generais que pretendiam usar os transportes para o contrabando de ópio e ouro.

## Contexto
O golpe de 1966 surgiu do partidarismo político no alto comando militar do Reino do Laos. Quando o general Phoumi Nosavan foi forçado ao exílio em fevereiro de 1965, ele não podia mais usar sua influência para proteger os subordinados de sua facção. O brigadeiro-general Thao Ma, comandante da Força Aérea Real do Laos, foi um deles.

## Antecedentes
Os generais Kouprasith Abhay, Oudone Sananikone e Ouane Rattikone conspiravam contra o chefe da Força Aérea. Em 3 de julho de 1965, uma mina terrestre explodiu um jipe da comitiva de Thao Ma em uma tentativa de assassinato. Houve um consenso generalizado de que seus rivais eram os responsáveis. No final do ano, surgiu a controvérsia sobre o uso dos transportes da Força Aérea Real do Laos. Quando três C-47 foram entregues ao quartel-general da força aérea em Savannakhet, Kouprasith e Ouane exigiram sua transferência para Wattay, onde estariam à disposição dos generais. Thao Ma recusou a transferência alegando que os transportes seriam usados para o contrabando de ouro e ópio em vez de uso militar. Para retaliar, as promoções dentro da Força Aérea foram limitadas.
Em 1 de abril de 1966, o Estado-Maior realizou uma reunião de planejamento. Depois de informar Kong Le que o Exército Real do Laos estava prestes a absorver suas tropas Neutralistas, eles repreenderam Thao Ma por sua independência, observando que a Força Aérea era uma unidade do Exército Real do Laos. Sua ênfase em atacar a trilha Ho Chi Minh em vez de voar em apoio aéreo aproximado para a infantaria foi criticada. Em 21 de abril, o general Ouane anunciou que Sourith Don Sasorith seria nomeado para comandar a Força Aérea Real do Laos. Um motim foi então fomentado dentro da Força Aérea no início de maio de 1966, com o Chefe do Estado-Maior e vários pilotos de caça subornados para causar problemas. Em 12 de maio, o Estado-Maior ordenou que Thao Ma passasse o comando para o Chefe do Estado-Maior da Força Aérea, assumisse as funções de Estado-Maior em um novo cargo e mudasse o quartel-general da Força Aérea para a Base Aérea de Wattay, fora de Vientiane. Em meados de maio, o general da força aérea se encontrou com os conspiradores Bounleut Saycocie, Thao Ty e Nouphet Daoheuang em cinco noites consecutivas. Eles decidiram se rebelar contra o Estado-Maior em 4 de junho, um dia antes de Thao Ma passar o comando para seu chefe de gabinete.
Contudo, Thao Ma começou sua revolta dois dias antes, em 2 de junho de 1966. O regimento do general Nouphet cercou a pista de pouso de Savannakhet. No entanto, os outros conspiradores não agiram e a insurreição acabou em 48 horas. Os transportes foram divididos em um Comando Militar de Transporte Aéreo separado sob Sourith, deixando as operações de combate para Thao Ma. Ele transferiu trinta pilotos leais e uma dezena de AT-28s para Luang Prabang.
Thao Ma encontrava-se sob tensão emocional cada vez mais intensa. As disputas internas em curso quase paralisaram as operações da Força Aérea durante o verão de 1966. No entanto, a influência do rei Sisavang Vatthana manteve Thao Ma em seu comando. Em 27 de setembro, Thao Ma perdeu o controle dos transportes. No entanto, ele permaneceu no comando dos AT-28, que agora estavam dispersos em quatro centros de operações aéreas em quatro regiões militares do Laos separadas.   No início de outubro, havia rumores de que Thao Ma estava prestes a ser transferido para um trabalho administrativo. Em 16 de outubro, o Estado-Maior forçou Kong Le ao exílio. De acordo com uma fonte, Thao Ma não estava imediatamente ciente disso, e contava com a ajuda de Kong Le em uma situação de golpe.

## O golpe
Em 20 de outubro de 1966, o general Ouane e o general Bounthone Marthepharak estavam em Savannakhet em uma missão. Após a partida forçada de Kong Le, Thao Ma sentiu que sua carreira e sua vida estavam em perigo. Ele preparou um fundo secreto de $ 31.000 para subornar dois regimentos estacionados nas proximidades de Savannakhet. Nouphet capturaria Ouane e Bounthoune enquanto Thao Ma lideraria um ataque aéreo ao quartel-general do Estado-Maior em Vientiane. Nouphet usaria seu regimento para prender Ouane e Bounthone. Um segundo regimento seria transportado de avião de Savannakhet para Vientiane para prender Kouprasith e Oudone, caso sobrevivessem ao ataque aéreo, e para assumir o controle de Vientiane.
Thao Ma confidenciou seu plano de lançar um golpe de Estado ao assistente do adido aeronáutico em Savannakhet. Na madrugada de 21 de outubro, o golpe foi lançado. O adido aeronáutico assistente alertou o adido aeronáutico em Vientiane sobre o ataque iminente à capital. Kouprasith e Oudone fugiram do quartel-general do Exército Real do Laos pouco antes do bombardeio. Esse também não foi o único obstáculo ao sucesso do golpe. O coronel Bounleut Saycocie falhou em trazer o fundo de suborno de Vang Pao. Nouphet e seu regimento não conseguiram prender Ouane e Bounthone. O regimento a ser transportado por via aérea desistiu sob as ordens de um oficial superior. No entanto, oito AT-28s foram lançados de Savannakhet e atravessaram o espaço aéreo do Reino da Tailândia para atacar Vientiane. A Força Aérea Real Tailandesa alertou; eles colocam interceptadores no ar. Todas as missões da Força Aérea dos Estados Unidos sobre o Laos foram momentaneamente canceladas pelo General William Momyer; eles colocaram jatos interceptadores F-102. Às 08h30, enquanto Thao Ma transmitia pelo rádio um comunicado de que Ouane havia sido detido, os AT-28s atingiram um parque de armas, dois depósitos de munições, o quartel-general do Exército Real do Laos e o vilarejo de Kouprasith. O parque de armas e um centro de comunicações nas proximidades sofreram pelo menos 23 baixas.
Thao Ma preparou-se para liderar uma segunda surtida. No entanto, o embaixador William H. Sullivan, o embaixador britânico e o príncipe Boun Oum voaram para Savannakhet e persuadiram o general da Força Aérea Real do Laos a reter um segundo ataque. Às 22:00 horas, as forças golpistas ocuparam as cabines do AT-28 e embarcaram os técnicos leais em uma aeronave de transporte C-47. Em Vientiane, a energia foi cortada em toda a cidade para que uma incursão noturna não tivesse pontos de mira. No entanto, em vez de atacar novamente, os pilotos golpistas fugiram para o exílio em Udorn. Os militares golpistas laocianos passaram oito meses aprisionados antes de receberem asilo político dos tailandeses. Thao Ma foi condenado à revelia à pena de morte.

## Consequências
Thao Ma era uma raridade entre os generais laocianos, um combatente. Sua saída foi um duro golpe para o moral da Força Aérea Real do Laos. A perda dos serviços de dez pilotos reduziu seriamente as operações da Força Aérea. Sourith preencheu a vaga de comandante da Força Aérea; ele era receptivo a Ouane.
Uma vez assegurado o transporte aéreo, Ouane contratou o transporte de ópio que foi o foco da Guerra do Ópio de 1967.